# Leszek Ryk
Leszek Ryk (ur. 6 czerwca 1951) – polski samorządowiec, fizyk i nauczyciel akademicki, doktor nauk fizycznych, w latach 2001–2003 wicemarszałek województwa dolnośląskiego, w latach 2003–2004 członek jego zarządu

## Życiorys
Ukończył studia fizyczne. Uzyskał stopień doktora, specjalizując się w dydaktyce, historii i metodologii fizyki. Pracował jako nauczyciel akademicki na Wydziale Fizyki i Astronomii Uniwersytetu Wrocławskiego, został także dyrektorem Centrum Edukacji Nauczycielskiej UWr. Objął funkcję szefa struktur Związku Nauczycielstwa Polskiego w UWr.
Zaangażował się w działalność polityczną w ramach Sojuszu Lewicy Demokratycznej. 28 grudnia 2001 został wybrany wicemarszałkiem województwa dolnośląskiego. W 2002 uzyskał mandat w sejmiku dolnośląskim. 31 stycznia 2003 w kolejnym zarządzie zasiadł jako członek. 25 sierpnia 2004 utracił stanowisko po odwołaniu dotychczasowego zarządu. W 2005 bezskutecznie kandydował do Sejmu (zdobył 442 głosy). W 2006 nie uzyskał reelekcji do sejmiku, a w 2010 bez powodzenia startował do rady miejskiej Wrocławia. Został następnie doradcą wicemarszałka Radosława Mołonia ds. nauki i szkolnictwa wyższego.
Odznaczony m.in. Złotym Krzyżem Zasługi i Medalem Komisji Edukacji Narodowej. Nagradzano go także indywidualnymi nagrodami rektora UWr.